# Туманы Авалона (книга)
«Туманы Авалона» (англ. The Mists of Avalon) — исторический фэнтези-роман в четырёх частях американской писательницы Мэрион Зиммер Брэдли. В основе сюжета — авторская трактовка легенд о Короле Артуре. Впервые роман был опубликован в 1982 году. Впоследствии книга была расширена до целого цикла в соавторстве с Дианой Паксон. В 2001 году по книге был снят одноимённый телевизионный мини-сериал.

## Описание
Книга повествует о событиях артурианы с точки зрения Моргейны (в общепринятом произношении — Морганы), единоутробной сестры Артура, и других женских персонажей цикла. Как заявляла сама Брэдли, «мы слышим столько всего о том, чем занимались мужчины [в тёмном Средневековье], а вот про женщин — никогда».
Ключевые конфликты романа — конфликт между языческим миром и христианским, между матриархальным обществом и патриархальным. Моргейна — представительница кельтского язычества, жрица Авалона. Она защищает свой мир от натиска христианства, которое клеймит магию и древние обряды как «греховные» и призывает с ними бороться. Таким образом, роман переосмысляет артуровский миф с языческих позиций и показывает сторону Корнуоллских сестёр, которые обычно представляются антагонистками.

## Признание
В 1984 году «Туманы Авалона» получили премию американского журнала «Локус» — авторитетного издания о фэнтези и научной фантастике. Роман занимает девятое место в рейтинге «51 цикл книг в жанре фэнтези, которые вам непременно нужно прочитать» популярного сайта Goodreads. Книга входит в список пяти лучших феминистских фантастических произведений по версии журнала «Мир фантастики».

## Перевод на русский язык
На русском книга впервые опубликована в 2002 году в серии «Шедевры фантастики». Переводчики — Светлана Лихачёва и Оксана Степашкина.